# Manuel Doblado (Messico)
Manuel Doblado è un municipio dello stato di Guanajuato, nel Messico centrale, con omonimo capoluogo.
La municipalità conta 37.145 abitanti e copre un'area di 801,10 km².
È la città natale del politico e diplomatico Manuel Doblado, a cui in seguito il nome della città fu dedicato.